# Infinite (grupo musical)
INFINITE (em coreano:  인피니트) é um grupo sul-coreano originalmente formado por Sunggyu, Dongwoo, Woohyun, Hoya, Sungyeol, L e Sungjong. 
Infinite teve seu primeiro show de estreia em 9 de junho de 2010, apresentando seu primeiro hit musical de estreia, Come Back Again, junto com várias outras músicas do seu primeiro single, "First Invasion". Eles apresentaram sua faixa-título Come Back Again pela primeira vez em 10 de junho de 2010 no programa M! Countdown. O fã-clube oficial do Infinite se chama 'Inspirit' e sua cor oficial é o dourado metálico pérola.
Em 30 de agosto de 2017, foi anunciado que Hoya não havia renovado seu contrato com a agência e, consequentemente, havia saído do grupo.
Atualmente, todos os membros estão em agências distintas, mas deixaram claro que as atividades do INFINITE continuam. 
No começo de 2023, o líder, Sungkyu, adquiriu os direitos do nome INFINITE e criou a própria agência junto dos membros: a INFINITE COMPANY, dedicada exclusivamente para as atividades do grupo.

## Carreira

### 2010: First Invasion
Antes da estreia oficial, Infinite foi revelado com seu próprio reality show exibido no programa da Mnet documentário: "You’re My Oppa". O rosto destaque do grupo, L, fez uma participação no vídeoclipe de "Run" do Epik High, junto com os membros Sunggyu, Woohyun e Sungjong como tocadores de instrumentos.

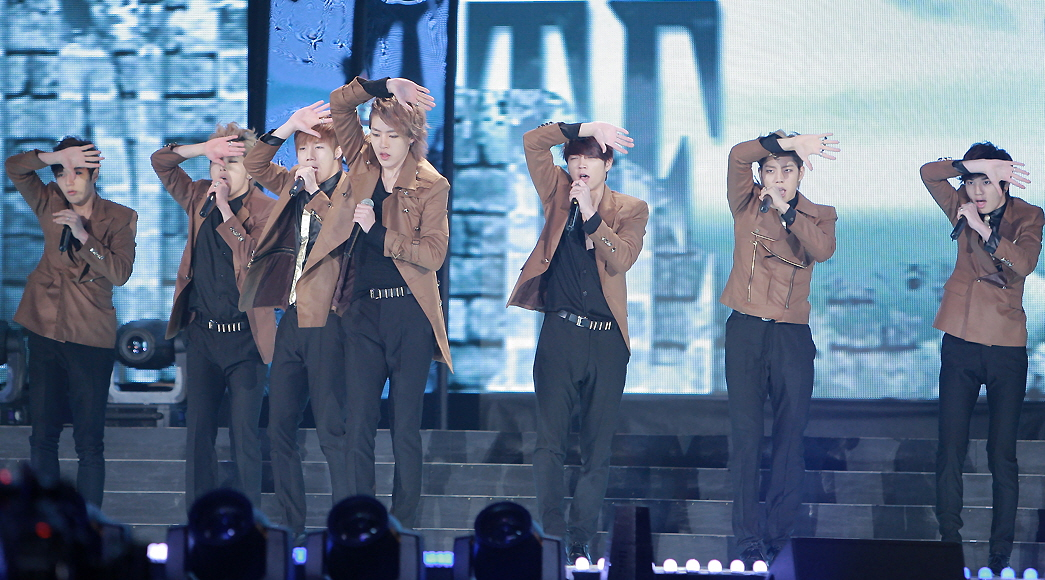
INFINITE se apresentando no K-Collection 2012 em Seoul

Depois de promover seu single de estreia, "Come Back Again" (다시돌아와), eles então começaram a promover "She's Back"  do seu primeiro mini-álbum First Invasion.

### 2011: Evolution, Over the Top e o debut japonês
Em 7 de janeiro de 2011, o grupo retornou com a música "Before The Dawn (BTD)" do segundo mini álbum Evolution.
Infinite debutou no Japão com o primeiro single-ringtone "Tor-Ra-Wa" em 26 de janeiro de 2011. Imediatamente após seu lançamento, o miniálbum "Evolution" alcançou o terceiro lugar nos charts em tempo real para vendas na Coreia. A música alcançou #1 na parada diária de ringtones na sessão de K-pop no website japonês de dispositivos móveis.
Infinite se prepara para a estreia no mercado japonês com o lançamento de músicas em japonês e dois shows programados para setembro, em Tóquio e Osaka, além de divulgação em programas de TV e rádio.

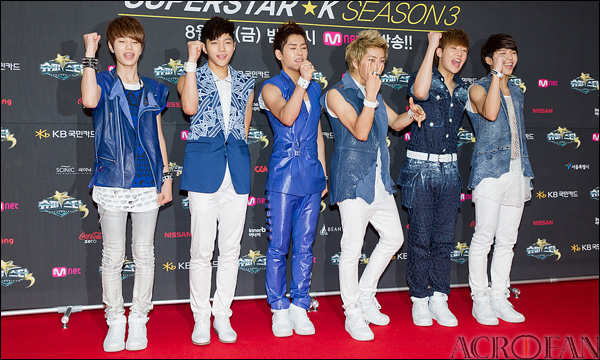
INFINITE no red carpet do Superstar K 3 no dia 12 de Agosto de 2011

Promoções para "BTD (Before the Dawn") se encerraram em 17 de fevereiro de 2011 no Inkigayo, onde Infinite performou uma versão remix da música. O trecho do MV (vídeoclipe) para sua próxima música de trabalho "Nothing's Over", do seu primeiro single "Inspirit", foi lançado em 7 de março de 2011. A versão completa foi lançada mais tarde, em 16 de março de 2011. no seu comeback stage no M! Countdown em 17 de março de 2011 onde eles apresentaram "Nothing's Over" e uma parte de "Shot".
Infinite promoveu rapidamente a música seguinte "Can U Smile" a partir de 12 de maio no M! Countdown da Mnet. No dia 22 de julho de 2011 Infinite iniciou as promoções de "Be Mine" no Music Core, fazendo seu retorno aos palcos com o lançamento do novo álbum Over The Top. Também em julho, a primeira sub-unit do grupo, Infinite H, lançou a faixa "Crying" com participação de Baby Soul para o álbum Over The Top.
Em 1 de setembro de 2011, Infinite ganhou seu primeiro lugar, pela primeira vez, em um programa de tv com "Be Mine". Em 16 de setembro de 2011, Infinite anunciou um repackaged album de Over The Top em 26 de setembro. No dia 22 de setembro a Woolliment revelou o MV de "Paradise", faixa promocional do novo álbum. Em 9 de outubro, Infinite ganhou seu primeiro prêmio com Paradise no Inkigayo. Infinite então ganhou seu segundo prêmio com "Paradise" em 13 de outubro no M! Countdown. Sung Yeol e L desfilaram na Fashion Week em Seul e em novembro de 2011, Infinite participou do programa "Birth of a Family", onde eles tomaram conta de três cachorros.
Em setembro de 2011 Infinite fez dois shows se preparando para o seu debute oficial em novembro. O show foi chamado de Leaping Over - Japan 1st Live e aconteceu em Osaka e Tóquio.
Infinite fez seu debute oficial no Japão com o lançamento da versão japonesa de Before The Dawn, que atingiu o segundo lugar do parada semanal da Oricon. Lá foi gravado o MV de natal da música "White Confession (Lately)" que foi lançada na Coreia no final do ano de 2011.

### 2012: Tour, atividades individuais e ocomeback
Em 2012, o Infinite começou se preparando para o seu primeiro show solo na Coreia que aconteceu dias 11 e 12 de fevereiro em Seul, no "Seoul Olympic Park". O show foi chamado de Second Invasion, em relação ao primeiro álbum lançado pelo grupo, First Invasion. O show foi bem sucedido e os ingressos se esgotaram em 10 minutos. O encore conseguiu uma parceria com o Youtube e foi ao ar para o mundo todo. O grupo foi o primeiro grupo de K-Pop a ter uma stream ao vivo de seu show.
Dongwoo fez participação especial na música She's A Flirt, da Baby Soul & YooJia, da mesma empresa.  L foi escalado para o drama "Shut Up Flower Boy Band" que teve seu primeiro episódio ao ar no dia 31 de janeiro. Sunggyu e Woohyun fizeram sua estreia em um musical juntos, o Gwanghwamun Sonata.
Em 1 de abril, um encore do primeiro show do Infinite, First Invasion aconteceu novamente no "Seoul Olympic Park". O concerto foi chamado de Second Invasion - Evolution. Os ingressos começaram ser vendidos dia 28 de fevereiro e todos os 10.000 ingressos se esgotaram rapidamente, tanto que o site ficou fora do ar com mais de 15.000 pessoas lutando por um ingresso.
Be Mine é segundo single japonês do grupo. Foi lançado dia 18 de abril em 4 versões diferentes, uma que contém CD+DVD (versão sólida), duas versões limitadas do CD (versão inocente/versãopop art) e a versão regular que contém apenas o CD. Todas as versões limitadas incluem um design e conceitos diferentes e 9 foto-cards (15 no total). A faixa-título é uma versão japonesa do hit do grupo, Be Mine, a faixa-título do álbum Over The Top. O single também contém a música Julia em versão japonesa e uma introdução. Be Mine ficou em 2º lugar no Oricon Daily Chart e Weekly Chart. As vendas de todas as versões passaram de 54,000 cópias.
Infinite fez seu retorno com o terceiro miniálbum, INFINITIZE com a faixa-título The Chaser. Antes do lançamento oficial, eles lançaram uma canção-prólogo,  "Only Tears", no dia 7 de maio. O grupo conseguiu sua primeira "Coroa Tripla" ao ganhar o primeiro lugar por três semanas seguidas em diversos programas musicais. A primeira "Coroa Tripla" deles foi ganha no Mnet M! Countdown com a música The Chaser.
Hoya atuou no famoso drama Reply 1997 que foi ao ar dia 24 de julho. Woohyun atuou no drama The Thousandth Man, que foi ao ar pela primeira vez dia 17 de agosto. Sunggyu fez uma partipação especial no drama. L atuou em What Is Mom, que teve seu primeiro episódio ao ar no dia 8 de outubro. Infinite cantou a OST do sitcom She's A Fantasy. Semanas depois, a MBC cancelou What Is Mom por causa de sua baixa audiência.
No dia 27 de outubro, o grupo começou sua primeira tour japonesa. A tour teve no total 8 shows, que reuniram mais de 74.000 fãs do grupo.
Sunggyu estreou como cantor solo em novembro de 2012. Ele pré-lançou uma faixa de seu mini-álbum, Shine, dia 6 de novembro e o mini-álbum, Another Me, em 19 de novembro. O vídeo musical "60 Seconds", faixa-título, teve participação de L como ator. O mini-álbum foi um sucesso e vendeu mais de 70,000 cópias no ano do lançamento. Antes de concluir suas promoções, o MV do próximo single foi lançado, a faixa I Need You.
A Billboard coreana selecinou The Chaser como a melhor música de K-Pop do ano. Infinite terminou 2012 com os prêmios 2012 Top 10 do Melon Music Awards e Melhor Performance em Grupo Masculino do 2012 German Korean Entertainment Awards, sem contar os diversos prêmios de programas semanais com "The Chaser".

### 2013:New Challenge,Infinite H, Destinye primeira tour mundial
Em 21 de março, o grupo lançou seu quarto mini-álbum, titulado New Challenge. "Man in Love", a faixa título do mini-álbum, ganhou 7 prêmios dos programas musicais em seu período de promoção. Alguns meses depois, eles lançaram seu primeiro álbum japonês, Koi ni Ochiru Toki. O álbum conseguiu a primeira posição na parada de álbuns da Oricon na semana de 3 à 9 de junho, com 69,647 cópias vendidas.
Antes do debut oficial, Infinite H teve um showcase, na qual todos os membros do Infinite participaram, incluindo Woohyun e Sunggyu como MCs. A sub-unidade lançou seu mini-álbum Fly High e o vídeo musical da faixa-título Special Girl no dia 10 de janeiro. Poucas semanas depois, eles lançaram o clipe musical de Without You, o segundo single do mini-álbum. As promoções da sub-unidade foram encerradas no dia 10 de fevereiro. Os integrantes da Infinite H agora são membros fixos do programa Immortal Song 2 da emissora KBS2. Sunggyu também virou fixo do programa High Society da JTBC.
Infinite lançou um teaser misterioso para o tão aguardado retorno. Durante 7 dias, Infinite lançou vídeo-teasers e posteres inviduais dos membros começando por Sungjong e terminando com Sunggyu. O grupo então lançou seu segundo single, Destiny, em 16 de julho. O grupo performou "Destiny" pela primeira vez no Mnet 20's Choice Awardsde 2013 no dia 18 de julho e começou suas performances promocionais no episódio de 20 de julho do Show! Music Core da MBC e vários programas musicais.
Eles começaram sua primeira turnê mundial One Great Step em 9 de Agosto em Seul. A turnê incluiu 22 shows na Ásia, América do Norte, Europa e Dubai. O grupo concluiu sua turnê mundial com com um concerto encore, "One Great Step Returns" em Seul, em fevereiro 2014.
Em 22 de novembro, ganharam o prêmio de melhor grupo masculino no MAMA de 2013 e, adicionalmente, recebeu o prêmio "Sony MDR Worldwide Performer".

### 2014:Season 2,Be BackeDilemma
Em 16 de março, Mnet lançou uma prévia para o novo reality show do grupo, This is INFINITE, e em 6 de fevereiro, o show teve a sua primeira transmissão. Este foi o primeiro show de variedades como grupo desde Ranking King em 2012.
Depois de performar em 15 países para a sua turnê mundial One Great Step, Infinite realizou um concerto encore titulado One Great Step Returns para encerrar sua turnê mundial. O concerto encore foi realizado em 28 de fevereiro e 1 de março no Olympic Gymnastics Arena em Seul. A nova sub-unidade, ToHeart, fez sua estréia em 10 de março.
Em abril, Infinite lançou The Origin, um álbum instrumental das músicas mais representativas do grupo, sendo o primeiro álbum do estilo feito por um artista coreano. Antes do lançamento de The Origin, Infinite lançou o clipe do instrumental da sua canção BTD (Before the Dawn), que contou com cenas nunca antes vistas do clipe original.
Em 12 de maio, Woollim Entertainment confirmou em uma entrevista com Newsen que o segundo álbum de estúdio do Infinite, Season 2, seria lançado em 21 de maio. Antes do lançamento do álbum, Infinite realizou um showcase titulado 1.2.3 no Japão, Taiwan e Coreia do Sul. O grupo realizou o primeiro showcase no Japão em 19 de maio e Taiwan em 20 de maio antes de realizar na Coreia do Sul em 21 de maio. Em 21 de maio, o clipe de Last Romeo foi lançado. Infinite, em 22 de julho, fez seu retorno com o álbum repackage Be Back. Infinite realizou sua primeira apresentação ao vivo da canção título Be Back no Music Bank da KBS em 18 de julho.
Em 11 de setembro, o grupo teve pela primeira vez um single em primeiro lugar da Billboard, com o single Last Romeo no topo da parada Billboard Twitter Emerging Artists, tornando-se o primeiro ato coreano para fazê-lo, e também conseguir o 33º lugar na Billboard Top Top Tracks.
Em 18 de dezembro, Infinite lançou o clipe de seu novo single japonês Dilemma composto pelo renomado músico japonês e guitarrista Tomoyasu Hotei. O single foi posteriormente lançado em 24 de dezembro e usado como a peça central do seu Dilemma Tour no Japão no início de 2015.

### 2015:Realitye segunda turnê mundial
Infinite embarcou em sua Dilemma Tour em 1 de fevereiro, em Fukoka, com concertos previstos em Tóquio, Osaka e Aichi. Em 20 de maio, Infinite lançou o seu teaser para o single japonês 24 Hours. Um mês depois, eles revelaram um vídeo promocional (PV) para o single. 24 Hours ficou em terceiro lugar no Oricon Weekly Chart com mais de 50 mil cópias vendidas.
Em 30 de junho, Infinite divulgou fotos teaser de seu retorno com o lançamento do novo mini-álbum Reality. Poucos dias depois, eles anunciaram que a faixa Bad seria a faixa-título do Reality, a música e seu clipe foram lançados em 12 de julho e o lançamento do Reality em 13 de Julho.
Em 21 de julho, Infinite lançou o seu teaser para Infinite Effect World Tour. Segurando uma bandeira com o símbolo do Infinite, o líder Sunggyu conduz seus colegas através das portas, sinalizando através do vídeo teaser a sua invasão em outros países. Através do uso de fogo no fundo, cartas de tarô, caixões, e maquiagens de zumbi, um conceito escuro para a turnê estava implícito.
Infinite Effect World Tour foi a segunda turnê mundial do grupo desde One Great Step em 2013. A turnê começou em Seoul com performances em 8 e 9 de agosto. Em 24 de agosto, a banda anunciou várias outros lugares para o concerto.
Em 25 de novembro, MBC Every 1 liberou alguns teasers para o novo reality show do grupo, INFINITE SHOWTIME. Em 10 de dezembro, o show teve a sua primeira transmissão. Este foi seu primeiro show de variedades como um grupo desde This is INFINITE em 2014.

### 2016:Infinite Only
Infinite realizou uma série de concertos de verão, "That Summer 3" em Agosto em Seoul e Busan. Infinite lançou um single digital That Summer (The Second Story) em 8 de Julho.
Em 30 de Agosto de 2016, Infinite lançou um video teaser para o próximo comeback deles. Em 1 de Setembro de 2016, Infinite lançou um video teaser da nova logo expandida para o comeback. E depois foi revelado que o novo miniálbum deles seria intitulado "Infinite Only". De 4 de Setembro a 11 de Setembro, Infinite lançou fotos e videos teaser de cada membro individualmente. Em 12 de Setembro, Infinite lançou uma imagem teaser do grupo. Em 13 de Setembro, Infinite lançou um video clipe teaser e uma lista de faixas do álbum, revelando o nome da faixa-título como "The Eye". Em 18 de Setembro, um preview do álbum foi lançado na conta oficial da Woollim Entertainment no YouTube. O video clipe oficial de The Eye foi lançado em 19 de Setembro, junto com o sexto miniálbum do grupo Infinite Only.

### 2017: A saída de Hoya
Em 9 de Junho, a Woollim Entertainment anunciou que Infinite estava discutindo sobre renovar o contrato deles com a empresa. Em 28 de Junho, a mídia coreana reportou que apenas 6 dos 7 membros renovaram seus contratos. Em 14 de Julho, L revelou em uma entrevista  que os membros ainda estavam positivamente discutindo sobre os contratos. Em 30 de Agosto, a Woollim Entertainment anunciou que Hoya não renovou o contrato com a empresa, assumindo assim, sua saída do grupo.

## Integrantes
- Sunggyu (em coreano:  성규), nascido Kim Sunggyu (em coreano:  김성규) em 22 de abril de 1989 (35 anos) em Jeonju, Jeolla do Norte, Coreia do Sul.
- Dongwoo (em coreano:  동우), nascido Jang Dongwoo (em coreano:  장동우) em 22 de novembro de 1990 (34 anos) em Guri, Gyeonggi, Coreia do Sul.
- Woohyun (em coreano:  우현), nascido Nam Woohyun (em coreano:  남우현) em 8 de fevereiro de 1991 (34 anos) em Seul, Coreia do Sul.
- Sungyeol (em coreano:  성열), nascido Lee Sungyeol (em coreano:  이성열) em 27 de agosto de 1991 (33 anos) em Yongin, Gyeonggi, Coreia do Sul.
- L (em coreano:  엘), nascido Kim Myungsoo (em coreano:  김명수) em 13 de março de 1992 (33 anos) em Seul, Coreia do Sul.
- Sungjong (em coreano:  성종), nascido Lee Sungjong (em coreano:  이성종) em 3 de setembro de 1993 (31 anos) em Gwangju, Coreia do Sul.

### Ex-integrantes
- Hoya (em coreano:  호야), nascido Lee Howon (em coreano:  이호원) em 28 de março de 1991 (33 anos) em Busan, Coreia do Sul.

## Discografia

### Álbuns de estúdio
- 2011: Over The Top
- 2014: Season 2
- 2018: Top Seed

### Extended play
- 2010: First Invasion
- 2011: Evolution
- 2012: Infinitize
- 2013: New Challenge
- 2015: Reality
- 2016: Infinite Only
- 2023: 13egin